# Тео Хелфрих
Тео Хелфрих (на германски Theo Helfrich) е бивш пилот от Формула 1.
Роден на 13 май 1913 година във Франкфурт на Майн, Германия.

## Формула 1
Тео Хелфрих прави своя дебют във Формула 1 в голямата награда на Германия през 1952 година. В световния шампионат записва 3 състезания, като не успява да спечели точки. Състезава се за отборите на Веритаси и Кленк.